# Hin Sam Wan
Hin Sam Wan (Thai voor Drie Walvissen Rots) is een rotsformatie in de Thaise provincie Bueng Kan. De berg is vooral bekend door de drie zeer opvallende granieten stroken die uit een bergwand oprijzen. De formatie is ongeveer 75 miljoen jaar oud en ligt in het Nationaal Park Phu Sang.

De rotspartij kreeg de naam, omdat vanuit een specifieke positie de drie granieten rotsen op een familie van drie walvissen lijkt. De drie rotsen zijn gedeeltelijk te beklimmen en vanaf twee van de drie zijn de stranden aan de Mekong zichtbaar, evenals de bergen in Pakkading, Laos en het Phu Wuabos.